# Maria Malmer Stenergard
Eva Maria Louise Malmer Stenergard (ur. 23 marca 1981 w gminie Kristianstad) – szwedzka polityk i prawniczka, działaczka Umiarkowanej Partii Koalicyjnej, posłanka do Riksdagu, minister migracji (2022–2024), minister spraw zagranicznych (od 2024).

## Życiorys
Studiowała na Uniwersytecie w Lund, gdzie ukończyła naukę o systemach (2022) oraz prawo (2008). Była wiceprzewodniczącą organizacji studenckiej FMSF (2006–2007). Po uzyskaniu uprawnień zawodowych pracowała jako komornik w Kristianstad.
Zaangażowała się w działalność polityczną w ramach Umiarkowanej Partii Koalicyjnej. W wyborach w 2014 po raz pierwszy uzyskała mandat deputowanej do Riksdagu. Z powodzeniem ubiegała się o poselską reelekcję w 2018 i 2022.
W październiku 2022 objęła urząd ministra migracji w nowo powołanym rządzie Ulfa Kristerssona. We wrześniu 2024 przeszła w tym samym gabinecie na stanowisko ministra spraw zagranicznych, zastępując Tobiasa Billströma.